# Vanadium(IV)-bromid
Vanadium(IV)-bromid ist eine chemische Verbindung der Elemente Vanadium und Brom. Es ist ein purpurroter, kristalliner Feststoff, der nur in der Gasphase und unter −23 °C stabil ist.

## Gewinnung und Darstellung
Vanadium(IV)-bromid kann aus den Elementen bei über 300 °C gewonnen werden:
{\displaystyle \mathrm {V+2\ Br_{2}\longrightarrow VBr_{4}} }
Anschließend wird das Gas auf −78 °C kalten Flächen gebracht, da Vanadium(IV)-bromid bei Raumtemperatur sehr zersetzlich ist.

## Eigenschaften
Bei über −23 °C zerfällt Vanadium(IV)-bromid in Vanadium(III)-bromid und Brom:
{\displaystyle \mathrm {2\ VBr_{4}\longrightarrow 2\ VBr_{3}+Br_{2}} }